# Centaurea iljinii
Centaurea iljinii là một loài thực vật có hoa trong họ Cúc. Loài này được Czerniak. mô tả khoa học đầu tiên năm 1930.